# 穆欣
穆欣（1920年7月11日—2010年9月3日），原名杜蓬莱，河南省扶沟县下坡村人。中华人民共和国政治人物。

## 生平
1936年1月，考入河南省立百泉乡师范学校。1937年1月，奔赴太原参加牺牲救国同盟会、山西青年抗敌决死队第二纵队、山西第六区行政督察专员公署教育科长。1938年，在吕梁山创办《战斗报》。1940年参与创办《抗战日报》（后称《晋绥日报》），任通讯采访部主任。1957年11月，调光明日报社工作，先后任副总编辑、总编辑。文化大革命期间，担任中央文化革命小组成员，1967年被打倒入狱。1979年12月，调任外文局副局长，1980年7月，兼任人民画报社社长、总编辑。1984年4月离休。2010年去世。
著有《续范亭生平》、《南线巡回》、《邹韬奋》、《关向应传略》、《陈赓大将》、《穆欣通讯选》、《王震传》、《述学谭往-—追忆在光明日报十年》、《劫后长忆》等。